# 浙皖凤仙花
浙皖凤仙花（学名：Impatiens neglecta），为凤仙花科凤仙花属下的一个植物种。